# Platecrizotes argentinensis
Platecrizotes argentinensis är en stekelart som beskrevs av De Santis 1988. Platecrizotes argentinensis ingår i släktet Platecrizotes och familjen puppglanssteklar. Inga underarter finns listade i Catalogue of Life.